# ふるさと (1983年の映画)
『ふるさと』は、1983年（昭和58年）公開の日本映画。配給は東宝東和。監督は神山征二郎、主演は加藤嘉。
揖斐川の上流部で徳山ダムの建設により、やがて湖底に沈みゆこうとしている岐阜県揖斐郡徳山村（現：揖斐郡揖斐川町）を描く。徳山村の出身で、同地で分校の教師をしていた平方浩介の著書『じいと山のコボたち』（童心社）を映画化したもの。認知症の老人と少年の親交を描きながら、消え行く徳山村の美しい自然を表現している。文化庁優秀映画奨励賞など多数の賞を受賞し、主演の加藤嘉がモスクワ国際映画祭の最優秀主演男優賞を受賞した。
徳山村中央部の本郷地区に映画の記念碑が建てられたが、ダム湖底水没のため、2006年（平成18年）に徳山会館（徳山湖畔にある旧徳山村の歴史・文化を後世に伝えることを目的とした施設）に移設された。
2013年（平成25年）12月6日、映画上映30周年を記念してDVD化され発売された。

## あらすじ
妻を亡くし、老人性認知症の進んだ伝三（加藤嘉）は、息子の伝六（長門裕之）の嫁である花（樫山文枝）のことすら忘れてしまった。伝六も花も昼間はダム工事の仕事に出かけるため、伝六は伝三を離れに隔離する。
夏、伝三は隣家の少年千太郎（浅井晋）に会い、アマゴ釣りの伝授を頼まれる。アマゴ釣りの名人だった伝三は、釣りを通じ千太郎と親交を深めるうちに認知症の症状がよくなる。夏休みの終わり、長雨が続き釣りに行けなくなった伝三は、再び認知症の症状が狂気なほどひどくなり、伝六は伝三を離れに閉じ込め鍵をかけたが、怒りが大爆発した伝三は離れの窓ガラスを破壊して脱出を図る。
そんなとき千太郎は、以前伝三と約束していた秘境の長者ヶ淵にアマゴ釣りに連れて行ってくれるようせがむ。長時間歩いてようやくたどり着いたた二人は、長者ヶ淵の美しさに目を奪われる。千太郎は、伝三に教えられた通りに竿を降ろすと大物が掛かった。千太郎は伝三に助けを求めるが、伝三は胸を押さえてうずくまっていた。あわてる千太郎に、伝三は落ち着くように声をかけ、千太郎に村へ助けを呼びに行かせる。伝三は岩場に倒れながら、昔の美しい出来事を回想していた。その後伝三は伝六たち村人らに助けられ、村へ戻る途中に、夕暮れの村を見ながら息を引き取った。
場面が変わり、秋の徳山小学校では最後の文化発表会が行われ、出席者全員で「故郷」を合唱した。
ラストシーンでは、村境の峠に小雪舞う中、湖底に沈む村を離れる伝六や千太郎の姿があり、花の胸には伝三の遺骨が抱かれていた。

## キャスト
- 伝三：加藤嘉 （回想シーンでの青年期は篠田三郎）
- 伝六：長門裕之
- 花：樫山文枝
- 千太郎：浅井晋 - 一般公募で選ばれた羽島市在住の小学校4年生（当時）。母親が徳山村出身[1]。
- 谷先生：前田吟
- ふく（伝三の妻・回想シーン）：岡田奈々
- ヨシ：樹木希林
- 政：草薙幸二郎
- 杉山：鈴木ヒロミツ
- 杉山の妻：戸谷友
- 良作：樋浦勉
- 雪江：箕浦康子
- 雑貨屋：花沢徳衛
- 村人：赤松和義、平林尚三
- ナレーター：市原悦子

## スタッフ
- 監督・脚本：神山征二郎
- 製作：大澤豊、神山征二郎、後藤俊夫
- 原作：平方浩介
- 撮影：南文憲
- 音楽：針生正男
- 美術：小川富美夫

## 主題歌
- 主題曲：『"ふるさと"メイン・テーマ』（作曲・編曲：針生正男）
- イメージソング：伊藤咲子『追憶』（作詞：小椋佳・井上香織、作曲：小椋佳、編曲：クニ河内）

## ロケ地
撮影のロケ地として、伝三らの家は戸入地区が、商店街は本郷地区が使われた。長者ヶ淵という場所は現実には実在しないため、門入地区より奥にある長者平が使われた。映画が製作された当時はまだ徳山ダムの工事は本格的に始まっていなかったため、ダム工事現場とダイナマイトでの発破音は徳山村以外での映像が使われた。

## エピソード
主演の加藤嘉の演技があまりに自然だったため、モスクワ映画祭の審査員たちは、俳優が演技しているのではなく、本当に認知症の老人を使って撮影したと思っていたという。